# Fotbollsallsvenskan 2022
Fotbollsallsvenskan 2022 var den 98:e säsongen av Allsvenskan sedan starten 1924 och var Sveriges högsta division i fotboll 2022.

## Förlopp
Seriespelet startade den 2 april 2022 och avslutades den 6 november samma år.

### Konflikten Ryssland/Ukraina
Den 7 mars beslutade Fifa att utländska spelare i Ryssland ensidigt kan bryta sina anställningsavtal mellan den 10 mars och den 30 juni, på grund av Rysslands invasion av Ukraina. Detta gällde även utländska spelare i Ukraina.
Följande spelare anslöt därför till klubbar i Allsvenskan (korttidskontrakt till och med den 30 juni, om annat ej framgår):
- Armin Gigović från FC Rostov till Helsingborgs IF.[4]
- Axel Björnström från FK Arsenal Tula till AIK. Kontraktet löper till den 31 december 2024.[5]
- Dennis Hadzikadunic från FK Rostov till Malmö FF (lån).[6]
- Filip Dagerstål från FK Chimki till IFK Norrköping.[7]
- Jordan Larsson från FK Spartak Moskva till AIK.[8]
- Sead Hakšabanović från FC Rubin Kazan till Djurgården.[9]

Vissa svenska spelare valde andra lösningar än Allsvenskan, till exempel Viktor Claesson som gick till FC Köpenhamn. Besard Sabovic stannade som ende svensk kvar i ryska Premjer-Liga men bytte senare under året till svenska Djurgården.

### Händelser under seriespelet
- Degerfors IF meddelade den 1 april att hemmapremiären mot BK Häcken den 9 april inte kunde spelas på deras normala hemmaplan, Stora Valla, på grund av arbeten med att lägga en ny gräsmatta. Matchen flyttades till Behrn Arena istället.[13]
- Den 30 oktober säkrade BK Häcken seriesegern och därmed också svenska mästerskapet, då man besegrade IFK Göteborg med 4–0 på Gamla Ullevi.[14]

### Uppmärksammade spelarövergångar
- Den 5 maj meddelade AIK att John Guidetti var klar för kontrakt gällande från och med den 15 juli 2022, till och med den 31 december 2025.[15]
- Den 17 juni meddelade Hammarby IF att Williot Swedberg är såld till Celta Vigo.[16] Uppgifter i media angav en försäljningssumma omkring 56 000 000 kr.[17]
- Samma dag meddelade Hammarby IF även att Mayckel Lahdo lämnar klubben för AZ.[18] Media spekulerade om en övergångssumma omkring sju miljoner kronor.[19]
- Den 11 juli meddelas att Laorent Shabani lämnar IK Sirius för seriekonkurrenten IFK Norrköping.[20]
- Hammarby IF presenterar i samband med match den 11 juli försäljning av Bjørn Paulsen till Odense BK,[21] samt nyförvärv av Pavle Vagic från Rosenborg BK, Abdelrahman Saidi från Degerfors IF, Shaquille Pinas från Ludogorets Razgrad och David Concha från CD Badajoz.[22]
- Den 12 juli meddelas att Oscar Vilhelmsson lämnar IFK Göteborg för Darmstadt 98 i 2. Bundesliga. Övergångssumma uppges vara cirka 16 miljoner kronor.[23]

## Lag
16 lag har kvalificerat sig för spel i allsvenskan 2022 efter resultat från allsvenskan 2021 och superettan 2021.

### Städer och arenor
| Lag             | Län             | Ort         | Arena                | Underlag   | Kapacitet   | Kapacitet | Placering 2021 |
| --------------- | --------------- | ----------- | -------------------- | ---------- | ----------- | --------- | -------------- |
| AIK             | Stockholm       | Stockholm   | Friends Arena        | Gräs       | 50 000      | [ 26 ]    | 2              |
| BK Häcken       | Västra Götaland | Göteborg    | Bravida Arena        | Konstgräs  | 6 250–6 300 | [ 27 ]    | 12             |
| Degerfors IF    | Örebro          | Degerfors   | Stora Valla          | Gräs       | 7 500       | [ 28 ]    | 13             |
| Djurgårdens IF  | Stockholm       | Stockholm   | Tele2 Arena          | Konstgräs  | 30 000      | [ 29 ]    | 3              |
| GIF Sundsvall   | Västernorrland  | Sundsvall   | NP3 Arena            | Konstgräs  | 8 000       | [ 30 ]    | 2 (S1)         |
| Hammarby IF     | Stockholm       | Stockholm   | Tele2 Arena          | Konstgräs  | 30 000      | [ 29 ]    | 5              |
| Helsingborgs IF | Skåne           | Helsingborg | Olympia              | Gräs       | 16 000      | [ 31 ]    | 3 (S1)         |
| IF Elfsborg     | Västra Götaland | Borås       | Borås Arena          | Konstgräs  | 16 200      | [ 32 ]    | 4              |
| IFK Göteborg    | Västra Götaland | Göteborg    | Gamla Ullevi         | Hybridgräs | 18 416      | [ 33 ]    | 8              |
| IFK Norrköping  | Östergötland    | Norrköping  | Platinumcars Arena   | Konstgräs  | 16 000      | [ 34 ]    | 7              |
| IFK Värnamo     | Jönköping       | Värnamo     | Finnvedsvallen       | Gräs       | 5 000       | [ 35 ]    | 1 (S1)         |
| IK Sirius       | Uppsala         | Uppsala     | Studenternas IP      | Konstgräs  | 10 000      | [ 36 ]    | 11             |
| Kalmar FF       | Kalmar          | Kalmar      | Guldfågeln Arena     | Hybridgräs | 12 150      | [ 37 ]    | 6              |
| Malmö FF        | Skåne           | Malmö       | Eleda Stadion        | Hybridgräs | 22 500      | [ 38 ]    | 1              |
| Mjällby AIF     | Blekinge        | Hällevik    | Strandvallen         | Gräs       | 7 500       | [ 39 ]    | 9              |
| Varbergs BoIS   | Halland         | Varberg     | Varberg Energi Arena | Gräs       | 4 575       | [ 40 ]    | 10             |

### Tränare och matchställ
| Lag             | Tränare            | Lagkapten           | Tillverkare av matchställ | Tröjsponsor         |
| --------------- | ------------------ | ------------------- | ------------------------- | ------------------- |
| AIK             | Henok Goitom       | Sebastian Larsson   | Nike                      | Notar               |
| BK Häcken       | Per-Mathias Høgmo  | Samuel Gustafson    | Puma                      | BRA                 |
| Degerfors IF    | Tobias Solberg     | Johan Bertilsson    | Umbro                     | Olika               |
| Degerfors IF    | Andreas Holmberg   | Johan Bertilsson    | Umbro                     | Olika               |
| Djurgårdens IF  | Kim Bergstrand     | Magnus Eriksson     | Adidas                    | Prioritet finans    |
| Djurgårdens IF  | Thomas Lagerlöf    | Magnus Eriksson     | Adidas                    | Prioritet finans    |
| GIF Sundsvall   | Brian Clarhaut     | Pontus Engblom      | Adidas                    | Olika               |
| GIF Sundsvall   | Benny Matsson      | Pontus Engblom      | Adidas                    | Olika               |
| Hammarby IF     | Martí Cifuentes    | Darijan Bojanic     | Craft                     | Huski Chocolate     |
| Helsingborgs IF | Mattias Lindström  | Viljormur Davidsen  | Puma                      | Akea                |
| Helsingborgs IF | Álvaro Santos      | Viljormur Davidsen  | Puma                      | Akea                |
| IF Elfsborg     | Jimmy Thelin       | Johan Larsson       | Umbro                     | Sparbanken Sjuhärad |
| IFK Göteborg    | Mikael Stahre      | Marcus Berg         | Craft                     | Serneke             |
| IFK Norrköping  | Glen Riddersholm   | Christoffer Nyman   | Adidas                    | Holmen              |
| IFK Värnamo     | Kim Hellberg       | Freddy Winsth       | Puma                      | Olika               |
| IK Sirius       | Daniel Bäckström   | Tim Björkström      | Select                    | Olika               |
| Kalmar FF       | Henrik Rydström    | Oliver Berg         | Select                    | Olika               |
| Malmö FF        | Åge Hareide        | Anders Christiansen | Puma                      | Volkswagen          |
| Mjällby AIF     | Andreas Brännström | David Löfquist      | Puma                      | Olika               |
| Varbergs BoIS   | Joakim Persson     | Jon Birkfeldt       | Craft                     | Olika               |

### Tränarförändringar
| Lag             | Utgående tränare   | Anledning                       | Datum             | Position i tabellen | Inkommande tränare               | Datum            |
| --------------- | ------------------ | ------------------------------- | ----------------- | ------------------- | -------------------------------- | ---------------- |
| Hammarby IF     | Miloš Milojević    | Avsked. Förbrukat förtroende.   | 13 december 2021. | Försäsong           | Martí Cifuentes                  | 12 januari 2022  |
| Malmö FF        | Jon Dahl Tomasson  | Egen begäran.                   | 30 december 2021  | Försäsong           | Miloš Milojević                  | 7 januari 2022   |
| Helsingborgs IF | Jörgen Lennartsson | Avsked. Svaga resultat.         | 22 maj 2022.      | 15                  | Álvaro Santos, Mattias Lindström | 22 maj 2022.     |
| IFK Norrköping  | Rikard Norling     | Avslutat avtal. Svaga resultat. | 11 juli 2022.     | 11                  | Glen Riddersholm                 | 8 aug 2022       |
| GIF Sundsvall   | Henrik Åhnstrand   | Avslutat avtal. Svaga resultat. | 28 juli 2022.     | 15                  | Brian Clarhaut, Benny Matsson    | 28 juli 2022.    |
| Malmö FF        | Miloš Milojević    | Avslutat avtal. Svaga resultat. | 29 juli 2022      | 5                   | Andreas Georgson                 | 29 juli 2022     |
| AIK             | Bartosz Grzelak    | Avsked. Svaga resultat.         | 19 augusti 2022   | 5                   | Henok Goitom                     | 19 augusti 2022  |
| Malmö FF        | Andreas Georgson   | Tillfällig tränare ersatt       | 6 september 2022  | 7                   | Åge Hareide                      | 6 september 2022 |

## Tabeller

### Poängtabell
| Nr | Lag                 | S  | V  | O  | F  | GM | IM | MS  | P  |
| -- | ------------------- | -- | -- | -- | -- | -- | -- | --- | -- |
| 1  | BK Häcken           | 30 | 18 | 10 | 2  | 69 | 37 | +32 | 64 |
| 2  | Djurgårdens IF      | 30 | 17 | 6  | 7  | 55 | 25 | +30 | 57 |
| 3  | Hammarby IF         | 30 | 16 | 8  | 6  | 60 | 27 | +33 | 56 |
| 4  | Kalmar FF           | 30 | 15 | 6  | 9  | 41 | 27 | +14 | 51 |
| 5  | AIK                 | 30 | 14 | 8  | 8  | 45 | 36 | +9  | 50 |
| 6  | IF Elfsborg         | 30 | 13 | 10 | 7  | 55 | 35 | +20 | 49 |
| 7  | Malmö FF (RM)       | 30 | 13 | 7  | 10 | 44 | 34 | +10 | 46 |
| 8  | IFK Göteborg        | 30 | 14 | 3  | 13 | 42 | 39 | +3  | 45 |
| 9  | Mjällby AIF         | 30 | 11 | 10 | 9  | 33 | 33 | 0   | 43 |
| 10 | IFK Värnamo (U)     | 30 | 9  | 10 | 11 | 34 | 47 | −13 | 37 |
| 11 | IK Sirius           | 30 | 9  | 8  | 13 | 31 | 42 | −11 | 35 |
| 12 | IFK Norrköping      | 30 | 8  | 10 | 12 | 40 | 42 | −2  | 34 |
| 13 | Degerfors IF        | 30 | 7  | 10 | 13 | 32 | 49 | −17 | 31 |
| 14 | Varbergs BoIS       | 30 | 8  | 7  | 15 | 31 | 57 | −26 | 31 |
| 15 | Helsingborgs IF (U) | 30 | 4  | 5  | 21 | 22 | 52 | −30 | 17 |
| 16 | GIF Sundsvall (U)   | 30 | 4  | 2  | 24 | 28 | 80 | −52 | 14 |

### Resultattabell
| Hemma \ Borta   | AIK | BKH | DEG | DJU | GIF | HAIF | HEIF | IFE | IFKG | IFKN | IFKV | IKS | KFF | MFF | MAIF | VAR |
| AIK             | —   | 1–2 | 1–1 | 1–0 | 4–0 | 2–2  | 2–0  | 0–1 | 1–0  | 1–0  | 2–2  | 2–2 | 1–0 | 2–0 | 0–1  | 1–0 |
| BK Häcken       | 4–2 | —   | 2–2 | 1–2 | 4–1 | 1–1  | 5–0  | 1–1 | 0–2  | 3–3  | 4–1  | 4–3 | 3–1 | 2–1 | 1–0  | 3–1 |
| Degerfors IF    | 1–1 | 1–2 | —   | 3–0 | 3–1 | 0–1  | 2–1  | 0–6 | 3–1  | 1–1  | 0–0  | 0–0 | 2–1 | 0–2 | 0–0  | 1–1 |
| Djurgårdens IF  | 1–2 | 0–1 | 3–1 | —   | 4–0 | 1–0  | 2–2  | 2–1 | 3–0  | 2–1  | 5–0  | 4–0 | 3–2 | 4–0 | 0–1  | 4–0 |
| GIF Sundsvall   | 0–2 | 1–5 | 2–3 | 2–5 | —   | 1–5  | 1–2  | 0–2 | 3–2  | 1–3  | 1–2  | 2–3 | 1–0 | 2–1 | 2–0  | 1–3 |
| Hammarby IF     | 3–3 | 2–2 | 5–1 | 0–0 | 3–0 | —    | 2–1  | 3–0 | 3–0  | 3–0  | 1–2  | 1–1 | 4–2 | 0–0 | 2–0  | 5–1 |
| Helsingborgs IF | 1–2 | 1–1 | 1–2 | 0–2 | 1–0 | 0–2  | —    | 1–0 | 0–1  | 0–1  | 1–4  | 0–0 | 1–1 | 1–2 | 0–1  | 1–3 |
| IF Elfsborg     | 2–2 | 4–4 | 1–1 | 0–0 | 3–1 | 2–1  | 3–0  | —   | 3–1  | 1–1  | 4–1  | 3–0 | 0–2 | 3–2 | 0–2  | 4–1 |
| IFK Göteborg    | 1–0 | 0–4 | 2–0 | 1–1 | 2–0 | 0–1  | 1–3  | 1–3 | —    | 2–0  | 2–1  | 2–0 | 1–2 | 2–1 | 1–1  | 1–1 |
| IFK Norrköping  | 2–4 | 1–1 | 2–0 | 0–1 | 5–1 | 4–1  | 2–0  | 2–2 | 0–2  | —    | 2–0  | 0–1 | 2–2 | 0–2 | 2–2  | 0–1 |
| IFK Värnamo     | 2–3 | 1–2 | 2–0 | 0–0 | 1–1 | 1–0  | 3–2  | 1–1 | 1–4  | 1–1  | —    | 0–0 | 1–3 | 0–0 | 2–1  | 1–0 |
| IK Sirius       | 1–1 | 0–1 | 2–0 | 0–1 | 2–1 | 0–3  | 1–0  | 2–0 | 1–2  | 2–0  | 2–3  | —   | 0–0 | 2–1 | 0–1  | 2–3 |
| Kalmar FF       | 1–0 | 1–1 | 2–0 | 1–0 | 4–0 | 2–0  | 2–0  | 1–0 | 1–0  | 1–2  | 1–0  | 1–1 | —   | 0–1 | 1–2  | 1–0 |
| Malmö FF        | 3–0 | 1–2 | 2–2 | 2–3 | 3–1 | 0–0  | 2–1  | 1–1 | 1–0  | 2–1  | 0–0  | 3–1 | 0–1 | —   | 2–0  | 3–0 |
| Mjällby AIF     | 1–2 | 1–2 | 2–1 | 1–0 | 1–1 | 0–3  | 2–1  | 1–1 | 1–4  | 1–1  | 1–1  | 3–0 | 1–1 | 1–1 | —    | 4–1 |
| Varbergs BoIS   | 2–0 | 1–1 | 2–1 | 2–2 | 2–0 | 0–3  | 0–0  | 0–3 | 0–4  | 1–1  | 3–0  | 0–2 | 0–3 | 2–5 | 0–0  | —   |

## Kval till Allsvenskan 2023
| 1           | 10 november 2022 | Östers IF         | 1 – 2           | Varbergs BoIS          | Visma Arena                                |                                            |
| 19:00 UTC+1 | 19:00 UTC+1      | Tatu Varmanen 21′ | (1 – 1) Rapport | 41′, 46′ Robin Simovic | Växjö Publik: 6 705 Domare: Andreas Ekberg | Växjö Publik: 6 705 Domare: Andreas Ekberg |
| 19:00 UTC+1 | 19:00 UTC+1      |                   |                 |                        | Växjö Publik: 6 705 Domare: Andreas Ekberg | Växjö Publik: 6 705 Domare: Andreas Ekberg |
| 19:00 UTC+1 | 19:00 UTC+1      |                   |                 |                        | Växjö Publik: 6 705 Domare: Andreas Ekberg | Växjö Publik: 6 705 Domare: Andreas Ekberg |

| 2           | 13 november 2022 | Varbergs BoIS                          | 2 – 1           | Östers IF             | Varberg Energi Arena                            |                                                 |
| 15:00 UTC+1 | 15:00 UTC+1      | Robin Tranberg 26′ Tobias Carlsson 75′ | (1 – 0) Rapport | 66′ Jesper Westermark | Varberg Publik: 3 738 Domare: Mohammed Al-Hakim | Varberg Publik: 3 738 Domare: Mohammed Al-Hakim |
| 15:00 UTC+1 | 15:00 UTC+1      |                                        |                 |                       | Varberg Publik: 3 738 Domare: Mohammed Al-Hakim | Varberg Publik: 3 738 Domare: Mohammed Al-Hakim |
| 15:00 UTC+1 | 15:00 UTC+1      |                                        |                 |                       | Varberg Publik: 3 738 Domare: Mohammed Al-Hakim | Varberg Publik: 3 738 Domare: Mohammed Al-Hakim |

Varbergs BoIS till Allsvenskan med det ackumulerade slutresultatet 4–2.

## Statistik
| Rank | Spelare              | Lag            | Mål |
| ---- | -------------------- | -------------- | --- |
| 1    | Alexander Jeremejeff | BK Häcken      | 22  |
| 2    | Marcus Antonsson     | IFK Värnamo    | 20  |
| 3    | Marcus Berg          | IFK Göteborg   | 13  |
| 4    | Isaac Kiese Thelin   | Malmö FF       | 12  |
| 4    | Gustav Ludwigson     | Hammarby IF    | 12  |
| 6    | Nahir Besara         | Hammarby IF    | 11  |
| 6    | Pontus Engblom       | GIF Sundsvall  | 11  |
| 6    | Christoffer Nyman    | IFK Norrköping | 11  |
| 6    | Mikkel Rygaard       | BK Häcken      | 11  |
| 10   | Gustaf Norlin        | IFK Göteborg   | 10  |

| Rank | Spelare             | Lag                | Assist |
| ---- | ------------------- | ------------------ | ------ |
| 1    | Nahir Besara        | Hammarby IF        | 11     |
| 2    | Moustafa Zeidan     | IK Sirius Malmö FF | 10     |
| 3    | Victor Edvardsen    | Djurgårdens IF     | 9      |
| 3    | Magnus Eriksson     | Djurgårdens IF     | 9      |
| 5    | Oliver Berg         | Kalmar FF          | 8      |
| 5    | Mohanad Jeahze      | Hammarby IF        | 8      |
| 7    | Anders Christiansen | Malmö FF           | 7      |
| 7    | Jonathan Levi       | IFK Norrköping     | 7      |
| 7    | Kristoffer Lund     | BK Häcken          | 7      |
| 7    | Sebastian Nanasi    | Malmö FF Kalmar FF | 7      |

### Hattricks
I nedanstående lista avses med hattrick att en spelare har gjort tre mål under samma match.
| Spelare              | För            | Mot             | Resultat | Datum             |
| -------------------- | -------------- | --------------- | -------- | ----------------- |
| Alexander Jeremejeff | BK Häcken      | AIK             | 4–2      | 2 april 2022      |
| Rasmus Alm           | IF Elfsborg    | Degerfors IF    | 0–6      | 1 maj 2022        |
| Abdelrahman Saidi    | Degerfors IF   | GIF Sundsvall   | 2–3      | 9 maj 2022        |
| Alexander Jeremejeff | BK Häcken      | IF Elfsborg     | 4–4      | 31 juli 2022      |
| Oscar Uddenäs        | BK Häcken      | Helsingborgs IF | 5–0      | 8 augusti 2022    |
| Marcus Antonsson     | IFK Värnamo    | Helsingborgs IF | 3–2      | 5 september 2022  |
| Victor Edvardsen     | Djurgårdens IF | IFK Göteborg    | 3–0      | 18 september 2022 |
| Ola Toivonen         | Malmö FF       | Varbergs BoIS   | 5–2      | 30 oktober 2022   |

### Omgångens spelare
| Omgång | Spelare              | För             | Mot           |
| ------ | -------------------- | --------------- | ------------- |
| 1      | Alexander Jeremejeff | BK Häcken       | AIK           |
| 2      | Nahir Besara         | Hammarby IF     | GIF Sundsvall |
| 3      | Isaac Kiese Thelin   | Malmö FF        | AIK           |
| 4      | Kalle Joelsson       | Helsingborgs IF | IF Elfsborg   |
| 5      | Williot Swedberg     | Hammarby IF     | IK Sirius FK  |
| 6      | Rasmus Alm           | IF Elfsborg     | Degerfors IF  |
| 7      | Abdelrahman Saidi    | Degerfors IF    | GIF Sundsvall |
| 8      | Jacob Ortmark        | IFK Norrköping  | GIF Sundsvall |